# Régiment des télégraphistes coloniaux
La section, compagnie, corps ou régiment des télégraphistes coloniaux était une formation de l'armée française spécialisée dans les télécommunications.
Créée en 1901, la section est devenue compagnie en 1928, corps en 1930 et finalement régiment en 1948.
Le régiment des télégraphistes coloniaux était composé de deux bataillons installés à Toulouse et Nogent-le-Rotrou. Il fut dissous un an après sa création, en 1949.

### Sources
- Historique du Régiment des Télégraphistes Coloniaux
- Les télégraphistes coloniaux